# Пентланд, Джозеф Барклай
Джозеф Барклай Пентланд (17 января 1797 года — 12 июля 1873 года) — ирландский географ, натуралист и путешественник.

## Биография
В компании Вудбина Пэриша обследовал значительную часть Боливийских Анд. В 1836—1839 служил генеральным консулом Великобритании в Боливии. Состоял в переписке с Дарвином и Баклэндом. Похоронен в Лондоне.

## Память
В честь Пентланда названы:
- минерал пентландит, им впервые замеченный
- лунный кратер Пентланд
- Вид птиц-тинаму Nothoprocta pentlandii
- Вид птиц-тинаму Tinamotis pentlandii
- Кактус Lobivia pentlandii, им открытый